# Aeonium bornmuelleri
Aeonium bornmuelleri är en fetbladsväxtart som beskrevs av Bañares. Aeonium bornmuelleri ingår i släktet Aeonium och familjen fetbladsväxter. Inga underarter finns listade i Catalogue of Life.